# Basilika St. Iphigenia

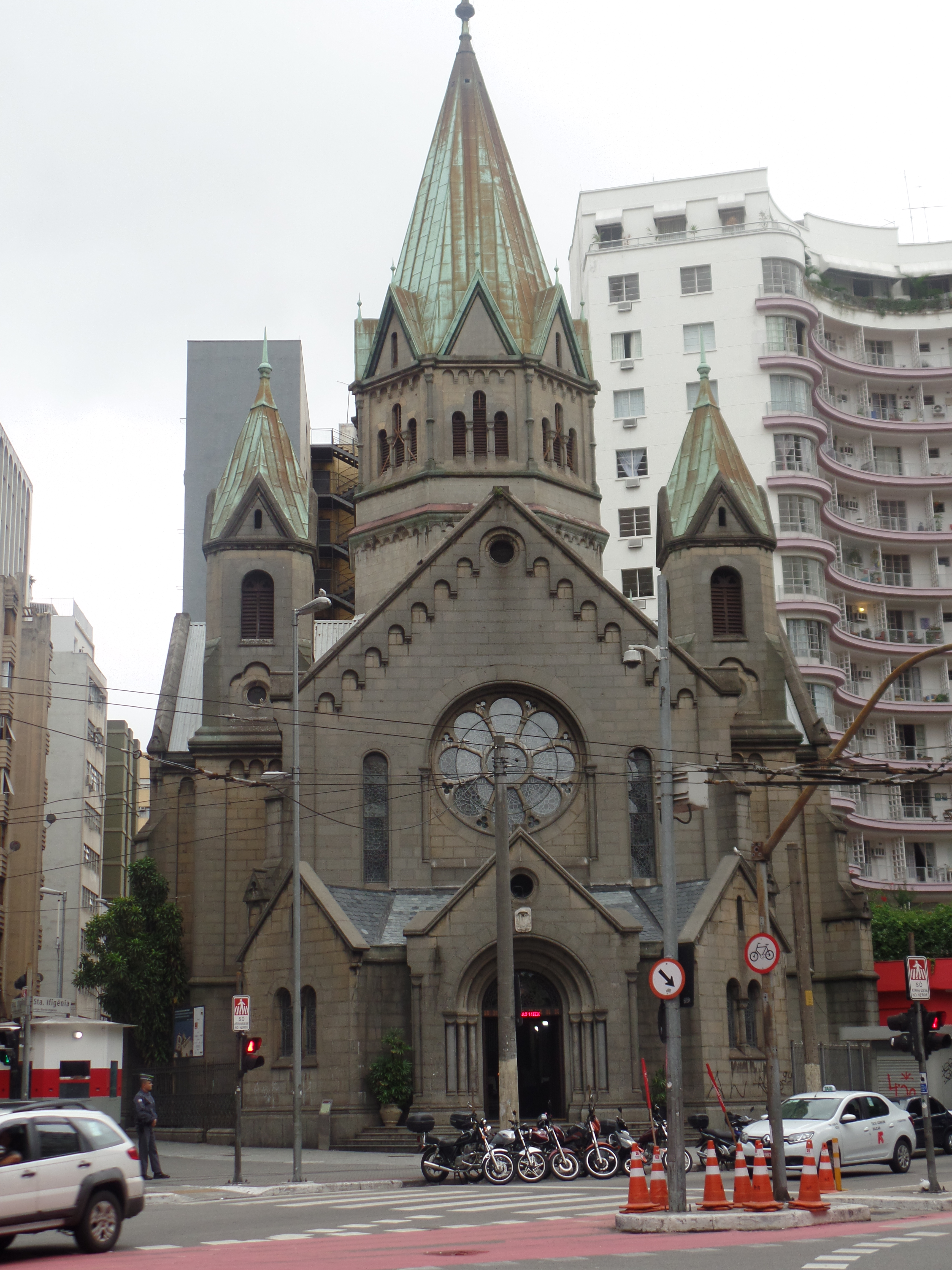
Fassade der Basilika

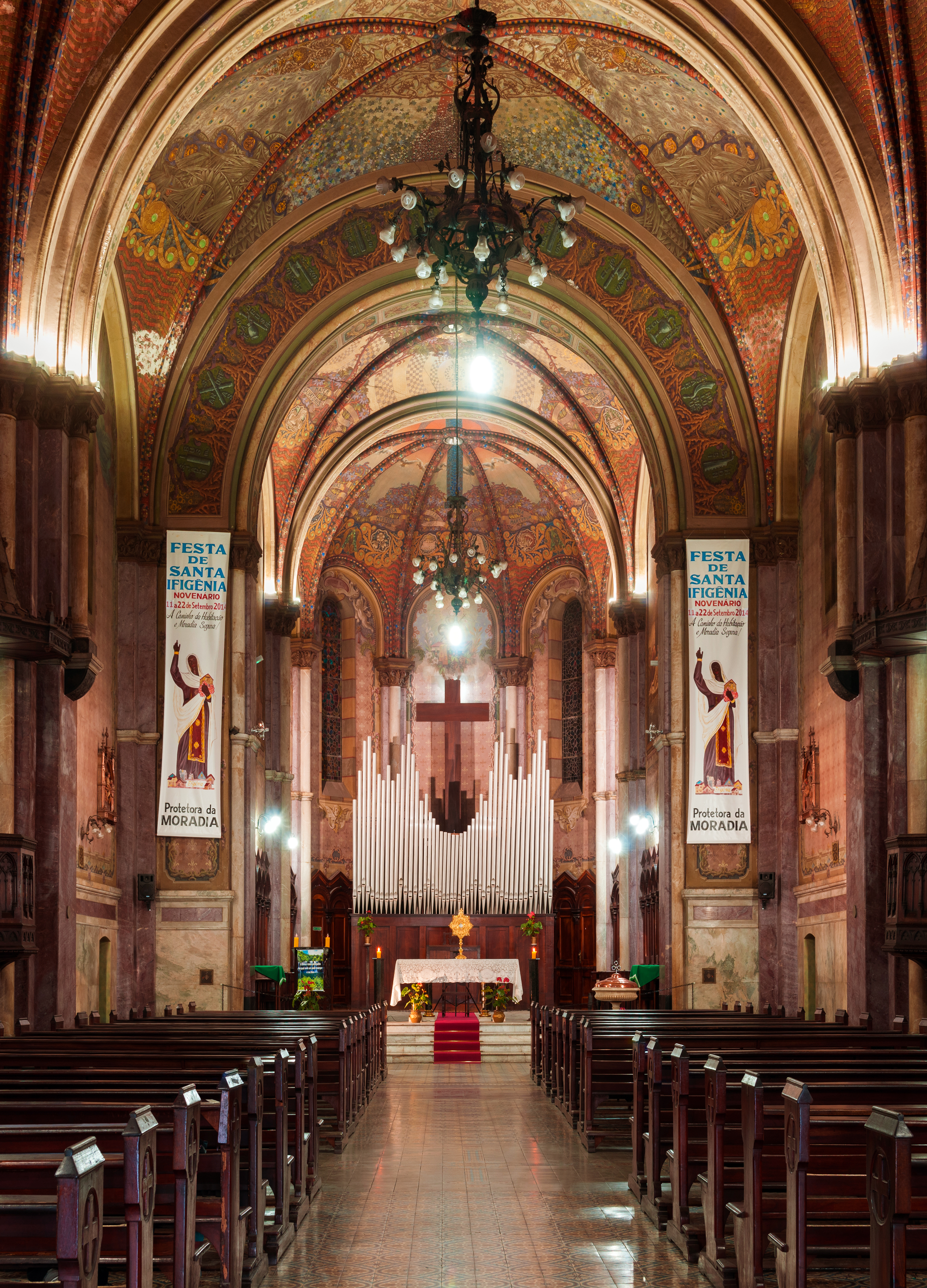
Innenraum der Kirche

Die Basilika St. Iphigenia, auch Unsere Liebe Frau der Empfängnis (portugiesisch Nossa Senhorada Conceição) oder Basilika des Allerheiligsten Sakraments (portugiesisch Basilica Santíssimo Sacramento), ist eine römisch-katholische Kirche im Stadtviertel Ifigênia von São Paulo in Brasilien. Die Pfarrkirche des Erzbistums São Paulo trägt die Patrozinien Mariä Empfängnis und der hl. Iphigenia. Die neoromanische Kirche stammt vom Anfang des 20. Jahrhunderts.

## Geschichte
Die heutige Basilica Santíssimo Sacramento befindet sich in der Nähe des Anhangabaú-Tals und wurde anstelle einer der ältesten Kapellen der Stadt errichtet, der vor 1720 erbauten Kapelle Nossa Senhora da Conceição. Diese erste Kapelle wurde ab 1794 renoviert und 1809 nach dem Erlass von Johann VI. zur Pfarrkirche Unserer Lieben Frau von der Empfängnis und der heiligen Iphigenia erhoben, namensgebend für das um die Kirche gelegenen Stadtviertel Ifigênia.
Die Kirche wurde im frühen 20. Jahrhundert abgerissen. Das aktuelle Bauwerk wurde vom österreichischen Architekten Hans Madeín geplant. Der Kirchenbau begann 1904 und er wurde 1910, noch unvollendet, eröffnet. Die Arbeiten wurden um 1913 abgeschlossen. Der architektonische Stil der Kirche, der nichts mit dem alten Kolonialgebäude zu tun hat, hat einen neoromanischen Charakter mit neugotischen Details, inspiriert von mittelalterlichen nordeuropäischen Kirchen. Das Innere wurde reich mit Gemälden, Glasmalereien, Kanzeln und einer monumentalen Orgel ausgestattet.
 
Zwischen 1930 und 1954 diente die Kirche Santa Ifigenia aufgrund des Baus der Catedral da Sé als Prokathedrale des Bistums. Am 18. April 1958 wurde sie von Papst Pius XII. in den Rang einer Basilica minor erhoben, zur Basilika des Allerheiligsten Sakraments. Sie wurde 1992 vom Stadtrat für die Erhaltung des historischen, kulturellen und ökologischen Erbes der Stadt São Paulo (CONPRESP) gelistet.
 

## Bauwerk
Auf der Außenseite ist die St.-Iphigenia-Kirche mit zwei kleinen Türmen an der Eingangsfassade und einem hohen, massiven Vierungsturm ein Beispiel für eine neoromanische Architektur. Die Fassaden sind mit Rosetten und lombardischen Friesen verziert, die typisch für die mittelalterliche romanische Architektur sind. Der Zugang zum Innenraum erfolgt über ein Hauptportal mit mehreren Stufen perfekter Bögen, die ebenfalls neoromanischen Charakter haben.
 
Die Wände und Gewölbe der einschiffigen Kreuzkirche sind mit mehrfarbigen, mittelalterlichen Gemälden verziert. Die drei Rosetten und die großen Fenster sind mit Buntglasfenstern aus Venedig verziert. Unter den Rosettenfenstern des Kirchenschiffs befindet sich jeweils ein Gemälde von Henri Bernard (um 1923), das die Heilige Familie und die Hochzeit zu Kana darstellt. Weitere Maler mit Werken im Inneren sind unter anderem Benedito Calixto und Carlos Oswald. Die Gewölbe des Innenraums werden von neogotischen Rippen getragen.  
Das Kirchenschiff besitzt zwei aus Holz geschnitzte neugotische Kanzeln, die 1920 aus Frankreich importiert wurden. Die Reliefs zeigen die Heiligen Petrus und Paulus. Aus Deutschland wurde von Walcker 1921 eine Orgel geliefert. Von dem 1924 geweihten Instrument wurde ein kleines Positiv anstelle des ehemaligen Hochaltars installiert und wird aktuell gespielt. Der Rest der Orgel befindet sich an seinem ursprünglichen Platz.